# Роуз Бертрам
Стефані Бертрам Роуз або Стефані Роуз Бертрам, більш відома, як Роуз Бертрам (* 26 жовтня 1994 року в Кортрейку) — бельгійська модель та модельєрка. Перша жінка, яка з'явилась на обкладинці турецького журналу про футбол «FourFourTwo». Перша модель з Бельгії, яка з'явилася на сторінках журналу «Sports Illustrated».

## Біографія
Народилась у Кортрейку; батько — бельгієць, мати — емігрантка з Португалії. Стефані має двох молодших сестер. У юності захоплювадась Ріанною.
Навчалась у Фламандській частині Бельгії і в Дейнзі.
У 17 років зустрілася з футболістом Грегорі Ван Дер Вілем. Проживає з ним у Стамбулі, Туреччина, до цього — у Парижі.
Її найкраща подруга — Шанель Іман.
Любить готувати, займатися в спортзалі.

## Кар'єра
Її мати підписала контракт з модельним агентством, коли Стефані було 13 років.
Стефані Бертрам проходила кастинг в агентстві Dominique в 16 і перший раз була помічена на фотосесії з Юргеном Теллером для Jambox, з тих пір працювала з H&M, L'Oréal, Hunkemöller, Primark і Agent Provocateur перед усім. У 18 переїхала до США, а потім підписала контракт з Marilyn. 
Вона з'являлась у фотостаттях в Oyster, фотосесії з засновником Тайлером і Galore, виступала на показах деяких модних домів. В 2015 році стала першою бельгійською моделлю, що з'явилася в Sports Illustrated. У 2016 стала першою жінкою, яка з'явилась на обкладинці турецького журналу про футбол «FourFourTwo».
Одного разу знялася в музичному кліпі.
Про себе Стефані Роуз казала: «Мій зріст всього 170 см. В Бельгії мені постійно говорили, що я занизька, але коли мені виповнилося 18, я переїхала до США, де одразу ж підписала контракт з Marilyn. І відтоді моя кар'єра тільки розвивається».

### «MDVxRoseBertram»
У 2016 році разом з брендом «Manière De Voir» Роуз створила власну капсульну колекцію одягу, до якої ввійшли: топи, бомпери, футболки, спідниці, сукні, штани.